# Света Параскева (Ликнадес)
Вижте пояснителната страница за други значения на Света Параскева.
„Света Параскева“ (на гръцки: Αγίας Παρασκευής) е възрожденска православна църква в населишкото село Ликнадес, Егейска Македония, Гърция, част от Сисанийската и Сятищка епархия.
Храмът е построен в 1719 година.